# Hakon Leffler

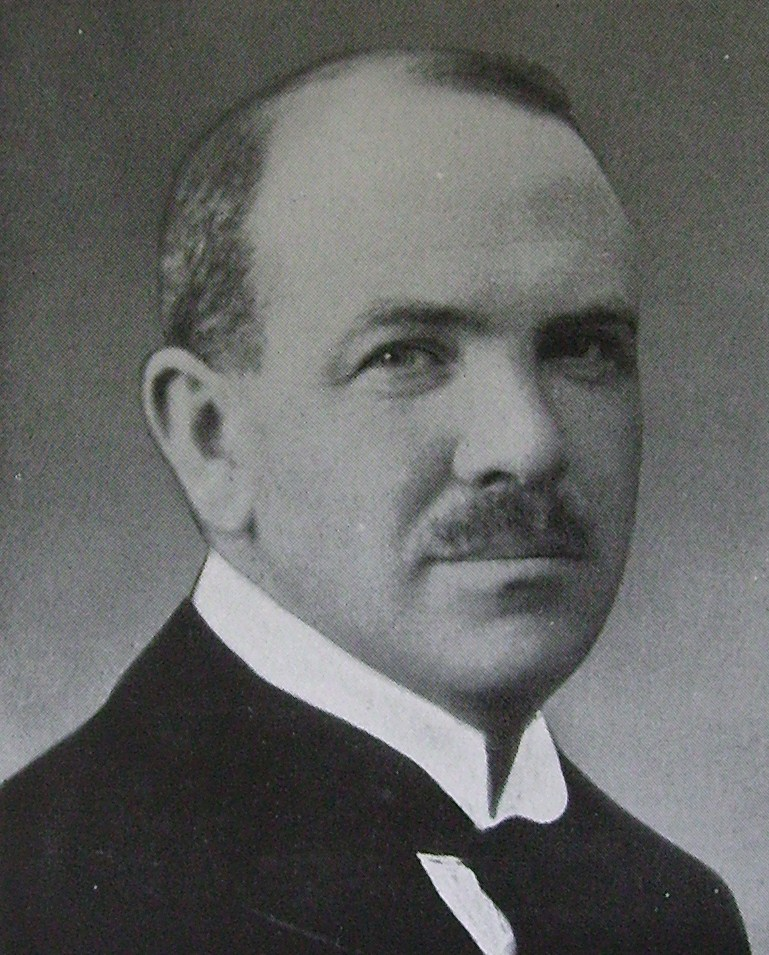
Hakon Leffler.

Hakon Leffler, född 11 mars 1887 i Göteborg, död 31 juli 1972 i Göteborg, var en svensk industriman och tennisspelare.

## Biografi
Hakon Leffler var son till grosshandlaren Carl Leopold Nicolaus Leffler och Hanna Delbanco, och sedan 1913 gift med Märta Caroline von Bahr. Han var syssling till Janne Leffler och Edvin Leffler.
Leffler avlade mogenhetsexamen i Göteborg 1905 och genomgick 1905–1908 Kungliga Tekniska högskolan där han studerade elektroteknik. Därefter studerade han vid Uppsala universitet, där han blev filosofie kandidat 1910. Mellan 1912 och 1915 var han anställd i firma M.E. Delbanco och utsågs året efter till verkställande direktör i Svenska Oljeslageriaktiebolaget; 1929 blev han vice verkställande direktör vid Gamlestadens fabriker och 1935 verkställande direktör. Han hade flera styrelseuppdrag och satt i Göteborgs stadsfullmäktige 1921–1922 och 1924–1926.
Leffler deltog i tennistävlingarna i herrsingel vid olympiska sommarspelen 1912. Han tilldelades Göteborgs stads förtjänsttecken 1953.